# Galion
Pour les articles homonymes, voir Galion (rivière).

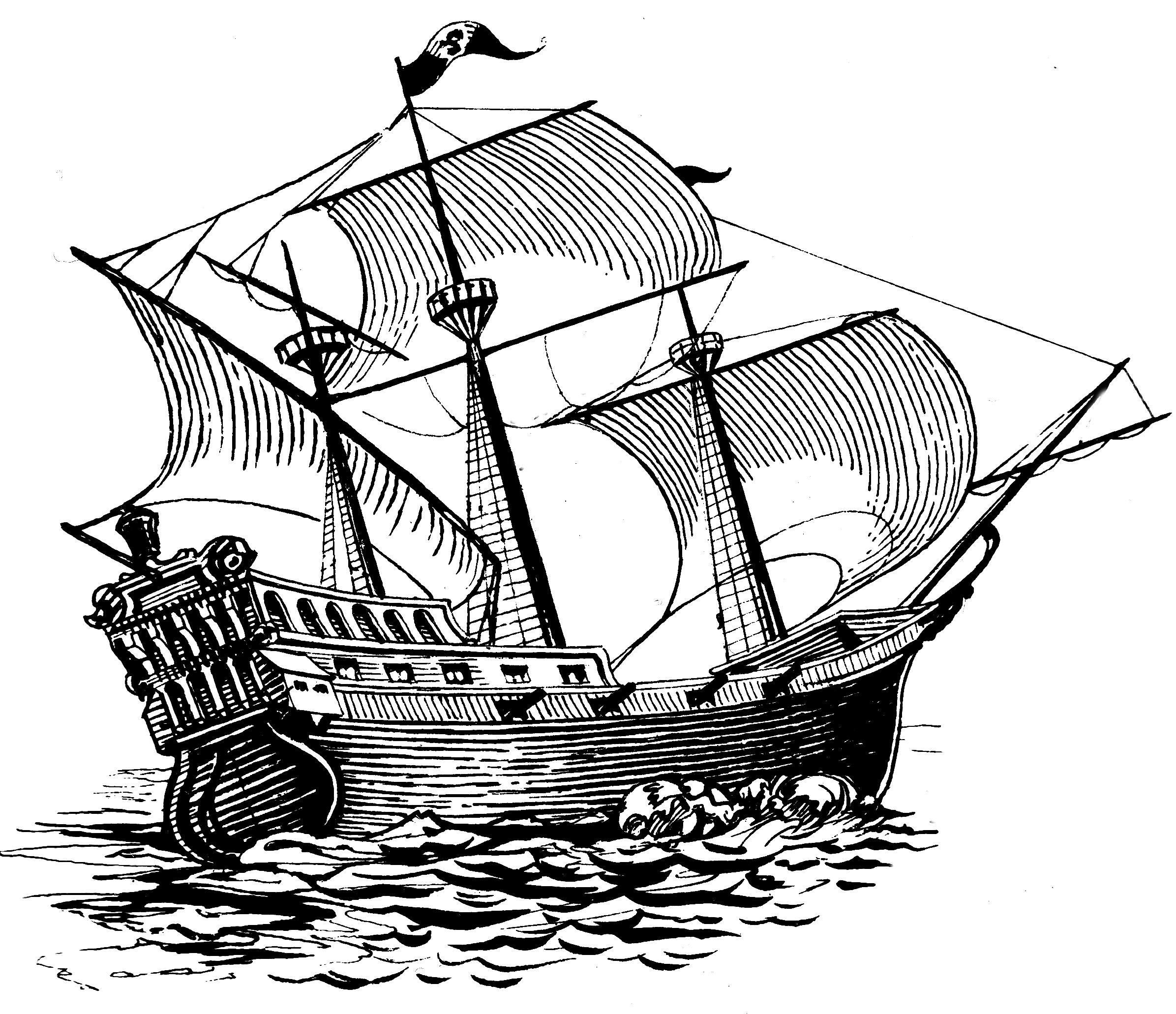
Galion schématisé : observez le gréement carré et la voile latine triangulaire sur le mât d'artimon (arrière).

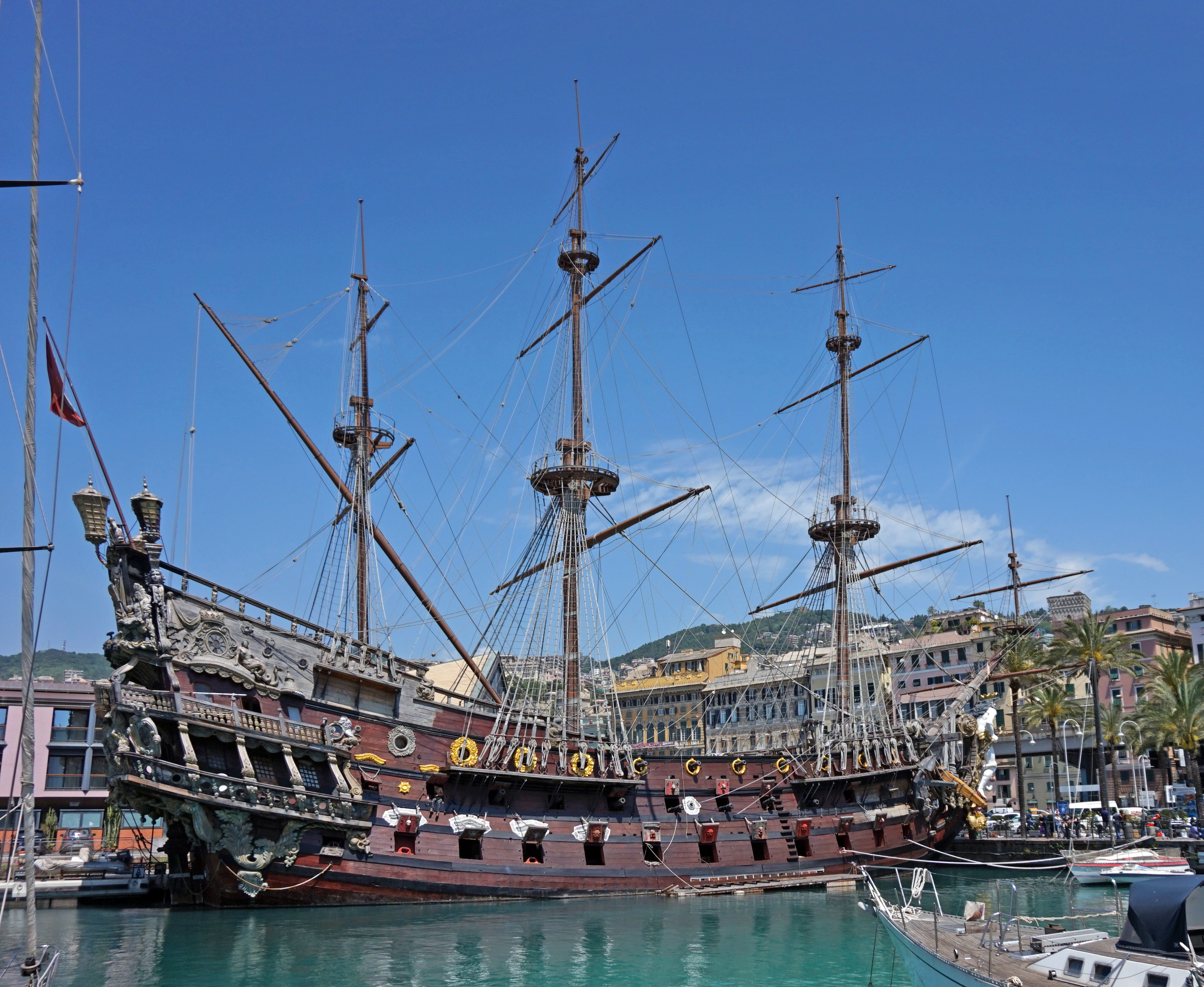
Le Neptune à Gênes

Un galion est un grand navire à voiles armé, naviguant en escorte et destiné aux échanges avec les colonies européennes entre le XVIe et le XVIIIe siècle.
Il s'agit d’un navire à plusieurs ponts, à châteaux arrière et avant, doté de trois à cinq mâts gréés en voiles carrées, et une voile latine sur le mât arrière (mât d'artimon). Il possède fréquemment un petit mât en bout de beaupré, mais ce n'est pas une constante.
Navire espagnol à l'origine, le galion a constitué par la suite le bâtiment principal des flottes des autres nations (britannique, néerlandaise...), avant le développement des bricks, frégates et des vaisseaux de ligne trois-mâts carrés à partir du XVIIIe siècle. Ils ont toutefois perduré jusqu'au début du XIXe siècle.

## Étymologie
Le terme « galion », ou « galéon » dans sa forme d'origine, pourrait avoir une étymologie issue du vieux français (1272) galie (apparenté à une galère), de l'espagnol galeón, du portugais galeao, du grec byzantin Galea (navire de guerre de la marine byzantine) ou du grec galeos : aiguillat (évoquant sans doute la poupe en pointe, qui est à l'époque une caractéristique nouvelle).

## Historique

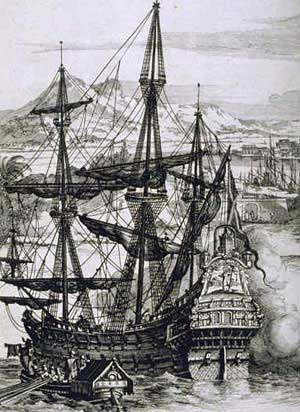
Un galion espagnol

### Origines: évolutions de la caraque
On attribue aux capitaines de la marine espagnole, Pedro Menéndez de Avilés et Álvaro de Bazán, la conception aboutie et définitive de la coque des galions en Espagne dans les années 1550.
Au milieu du XVIe siècle, les caraques évoluent : un abaissement des gaillards qui deviennent rectangulaires au lieu de leur forme ronde antérieure, et par l'allongement de la coque. Ceci permet une avancée technique importante en navigation, tant par la stabilité dans l'eau que la réduction de la résistance au vent à l'avant. Ce qui conduit à un navire plus rapide et plus maniable.
L'évolution mêle les techniques de la caraque nordique aux galions méditerranéens, dans laquelle sont introduites des caractéristiques de la caravelle portugaise, comme la  poupe carrée qui supplante celle ronde des caraques. La coque est allongée et plus fine, ce qui le rend plus rapide et l'abaissement du château le rend plus stable en diminuant le poids dans les hauts.

« Le galion s’est développé en réponse aux besoins de l’Espagne de cargos transocéaniques capables de triompher d’assauts de corsaires. On attribue à Pedro de Menéndez et Álvaro de Bazán (héros de Lépante), le développement de prototypes de galées à coque (et parfois rames) allongée(s) dotées d’une poupe et d'une proue de caraque ou de nef. Les galions étaient à un, deux ou trois ponts, et portaient deux mâts ou plus gréés de voiles et huniers carrés (à l'exception de la voile latine du mât d'artimon). Ils jaugeaient un millier de tonneaux ou plus. Le San Pelayo de Menéndez (1565) était un galion de 900 tonneaux qu’on qualifiait alors indifféremment de naos et de galéasse. Il embarquait 77 marins et 18 artilleurs, et a transporté jusqu’à 317 soldats et 26 familles, en plus des provisions et de sa cargaison. Il était armé de fer. »

— Albert C. Manucy, Pedro Menéndez de Avilés, Captain General of the Ocean Sea (1992)
Les galions sont généralement plus petits que la caraque : au Portugal par exemple, les caraques étaient généralement de très grands navires pour leur temps (souvent plus 1 000 t), tandis que les galions étaient pour la plupart de moins de 500 tonnes. Bien que les Galions de Manille pouvaient atteindre jusqu'à 2 000 tonnes ou comme celui de 1 200 tonneaux  commandé par l'amiral ottoman Zemis Aga, dont la capture par les galères de l'ordre de Saint-Jean de Jérusalem devant Rhodes le 28 septembre 1644, à bord duquel se trouvait la sultane et l'héritier, fut le déclencheur de la Guerre de Candie. 
Avec l'introduction du galion sur la Route des Indes au cours du premier quart du XVIe siècle,, peu à peu les caraques ont commencé à être moins armées et sont devenues presque exclusivement des navires de charge (ce qui explique leurs grandes tailles), laissant le rôle militaire aux galions dans un premier temps.
Alors que les caraques étaient légèrement armées et utilisées principalement pour le transport de marchandises, les galions étaient lourdement armés et plus rapides. Comme les caraques, les galions ont servi aussi bien pour le commerce qu'à des usages militaires. Ils pouvaient être armés ou pas en cours de carrière pour l'une ou l'autre de ces fonctions. Ils ont, cependant, eu tendance à supplanter les caraques pour la guerre du fait de leurs performances supérieures. Ils étaient la plupart du temps armés par des demi-couleuvrines, quoique des armes de calibre supérieur, comme le demi-canon, eussent été embarquées.

### Origines: évolutions de la galéasse
Le galion utilise exclusivement des voiles contrairement aux galéasses, grands bâtiments à voile et rames qui ont cohabité dans les premiers temps, et qui étaient un mélange entre un galion et une grande galère avec un gréement en voiles latines.

### L'âge d'or des galions
Les caraques ont joué un rôle de premier plan, dans les premières explorations mondiales, les galions ont poursuivi ce rôle au XVIe et XVIIe siècles. En fait, les galions étaient si polyvalents, qu'un seul navire pouvait tour à tour servir de vaisseau de guerre et en temps de paix assumer un rôle de transport de marchandises ou d'exploration.
Les galions étaient construits en chêne (pour la quille), en pin (pour les mâts) et d'autres bois durs pour la coque et les ponts. La construction d'un galion coûtait extrêmement cher. Des centaines d'artisans experts (charpentiers, forgerons, tonneliers, etc.) travaillaient nuit et jour pendant des mois avant que le navire puisse prendre la mer. Les galions étaient par conséquent souvent financés par des groupes de riches commerçants. C'est pourquoi la plupart des galions étaient affectés au commerce. Lorsqu'un navire était capturé par une puissance rivale, il était armé pour la guerre.
À cause de la durée passée en mer et des conditions de vie difficiles à bord, des systèmes complexes de manipulation du gréement furent développés, de telle manière que le navire puisse être conduit par une fraction seulement de l'équipage.
Les plus anciennes traces en Angleterre sont un manuscrit appelé « Fragments of Ancient Shipwrightry » fait aux environs de 1586 par Mathew Baker, un maître charpentier. Ce manuscrit, tenu à la Bibliothèque Pepysian, Magdalene College, Cambridge, fournit une référence authentique pour la taille et la forme des galions anglais typiques construits au cours de cette période. Sur la base de plans de thèse, le Science Museum Londres, a construit un navire à grande échelle qui est un exemplaire de galions de cette époque.

### Son emploi dans les marines nationales

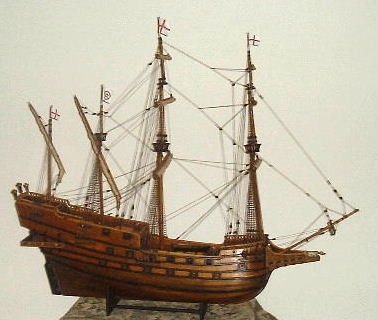
Maquette réalisée à partir des premiers plans connus des galions en Angleterre.

Les principaux navires de guerre des flottes de la Royal Navy britannique et de l'Invincible Armada espagnole qui se sont affrontés à partir de 1588 durant la Guerre anglo-espagnole étaient des galions. Construit en 1534, l'un des plus grands et des plus puissants galions portugais était le São João Baptista (surnommé Botafogo) : un galion de 1 000 tonnes et 366 canons (de calibres variés).
Les dépenses engagées dans la construction de galion étaient importantes. Pour couvrir les frais, des groupes ou des hommes d'affaires fortunés étaient associés pour la construction d'un nouveau navire, initialement utilisé pour le commerce afin de rentabiliser sa construction. Les bâtiments capturés par les états rivaux étaient généralement mis en service militaire.
L'Angleterre, dans le dernier quart du XVIe siècle, commence à produire des galions plus performants pour le combat au canon. Les châteaux arrière abaissés (rasés) et les surfaces de voilure agrandies, leur procurent une plus grande vitesse par rapport aux modèles espagnols. De plus, l'artillerie de plus gros calibre est supérieure en portée. Ce sont ces navires qui vont repousser l'Invincible Armada. Au début du siècle suivant, leur taille s'accroîtra et leur voilure s'amplifiera pour donner naissance aux navires de ligne.

### Son évolution et déclin après leXVIIIesiècle
À partir du XVIIIe siècle, les galions sont rendus obsolètes dans la marine de guerre par l'évolution des combats navals et les navires plus modernes : les brick, frégates et les vaisseaux de lignes à trois-mâts carrés de très grande capacité de feu. Ils continuent toutefois de côtoyer les bâtiments modernes et à être utilisés comme navire de commerce jusqu'au début du XIXe siècle, au moment où les clippers et les navires de ligne les rendent obsolètes pour le commerce également. Le galion reste néanmoins l'ancêtre de tous ces navires gréés à voiles carrées qui deviendront très répandus à partir du XVIIIe siècle.

## Caractéristiques et spécificités des galions

### Carénage et poulaine
Diverses spécificités caractérisent les galions : 
- L'imposante poulaine pointue (proue).
- L'important château arrière très caractéristique, de forme carrée mais plus bas que les caraques.
- Une coque renforcée, non ventrue, faisant place aux formes arrondies, mais moins optimisées pour la navigation, rencontrées sur les caraques et caravelles de la fin du Moyen Âge.

### Voilures et avantages
Les galions sont très répandus avant le XVIIIe siècle, ils combinent : 
- les voiles latines sur le(s) mât(s) arrière(s), faciles à manœuvrer par toutes directions (allure) de vent. Une voile par mât.
- les voiles carrées ou en trapèzes sur le grand mât et mâts de misaine qui permettent une surface et une vitesse maximale par vent arrière. Généralement trois voiles par mâts : grand-voile ou voile de misaine, huniers et perroquets.
- le beaupré (mât horizontal ou oblique à la proue du navire) porte également une petite voile carrée : la civadière fixée directement sur le beaupré, ou/et une voile carrée fixée sur un petit mât en bout de beaupré parfois présent.

Hors les traversées transatlantiques pour lesquelles sont destinés ces navires, on utilise par exemple les Alizés par vent arrière. Le gréement carré permet ainsi de minimiser le temps de trajet de plusieurs jours voire semaines, sur de long trajets et diminuer les vivres nécessaires et le risque lié à la traversée. Il permet par ailleurs d'augmenter la charge transportée.

### Mâts
Les galions disposent de trois à cinq mâts. Les mâts avants, gréés en voiles carrées et le mât arrière (ou les deux mâts arrières pour les 4 et 5 mâts) est gréé en voiles latines (triangulaires). Les mâts carrés font le double en taille des mâts portant une voile latine. 
Pour un trois-mâts les noms correspondent aux noms usuels : mât de misaine (avant), grand-mât, mât d'artimon à l'arrière.
Dans le cas d'un quatre-mâts, on parlera d'avant en arrière :
- Mât de misaine (avant) à phare carré[11]
- Grand-mât à phare carré
- Mât principal d'artimon (voile latine)
- Mât d'artimon (voile latine) aussi appelé « mât de bonne aventure ».

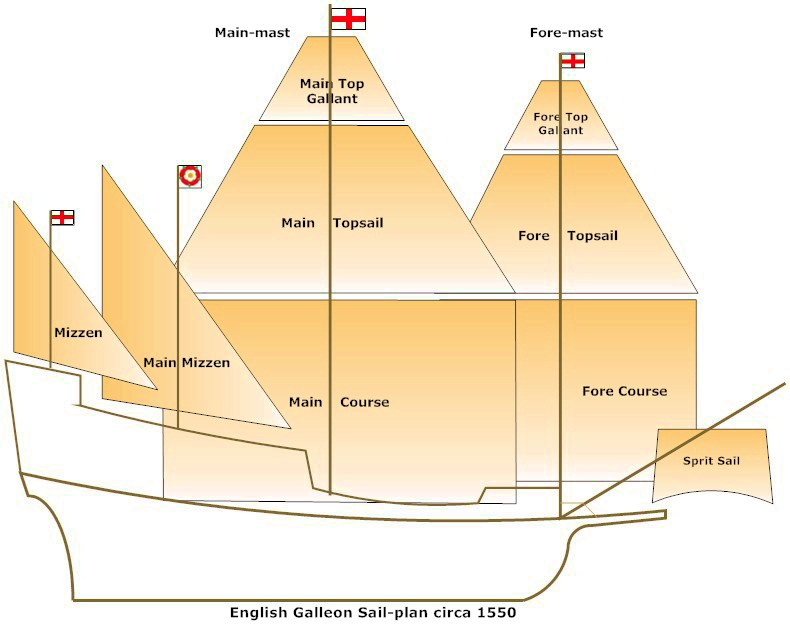
Gréement des premiers galions (en anglais). Attention mizzen en anglais est un faux-ami qui désigne l'artimon. Le mât de misaine se dit en anglais fore-mast

## Exemple de navires
Il n'existe pas de galion original encore visible aujourd'hui, à l'exception du Vasa renfloué. 
Tous les galions actuels en état de naviguer ou à quai, sont des répliques principalement pour le cinéma ou pour constituer une attraction touristique, tant pour l'imaginaire que ces navires suscitent que la symbolique liée aux pirates très populaires.

### Répliques
- Le Neptune (1986) : réplique d'un galion pour le film Pirate de Roman Polanski en 1986, amarré dans le port de Gênes.
- Le MS Dragon, réplique stylisée d'un galion à cinq-mâts.
- L'Andalucia (2010).
- El Galeón (2010).

### Navires anciens encore visible aujourd'hui
Le Vasa, seul galion original préservé. Il a coulé en 1628 et a été renfloué en 1961 pour sa conservation en tant que navire-musée.

### Navires disparus
- São João Baptista, surnommé Botafogo, est le navire de guerre le plus puissant lors de son lancement en 1534 par les Portugais. Devenu célèbre pendant la Conquête de Tunis (1535), où il a été commandé par Infante Luis, duc de Beja.
- Adler von Lübeck, le plus grand navire lors de son lancement en 1566.
- Les Galions de Manille, navires de commerce espagnols qui naviguaient une ou deux fois par an à travers l’Océan Pacifique entre Manille dans Philippines et Acapulco en Nouvelle-Espagne (maintenant le Mexique) entre 1565 et 1815. Le San Diego coule en 1600 à Manille, dans un combat rapproché avec une flotte hollandaise commandée par Olivier van Noort.
- San Salvador, navire principal de João Rodrigues Cabrillo qui en 1542 a exploré l'actuelle Californie aux États-Unis.
- San Pelayo, galion de 906 tonnes, fleuron de Pedro Menéndez de Avilés lors de son expédition pour fonder St. Augustine en Floride en 1565. Ironie du sort, le navire était si grand qu'il ne pouvait pas entrer dans le port de St. Augustine, alors Menendez a ordonné de décharger et a renvoyé le navire à Hispaniola. À une date ultérieure son équipage mutiné a navigué vers l'Europe où le navire a fait naufrage au large de la côte du Danemark.
- Golden Hind, navire du corsaire Francis Drake, qui a fait le tour du monde entre 1577 et 1580.
- Ark Raleigh, navire conçu et construit par Sir Walter Raleigh. Il a ensuite été choisi par Lord Howard pour être le navire amiral de la flotte anglaise dans la lutte contre l'Armada espagnole en 1588 et a été rebaptisé Ark Royal.
- Revenge, galion construit en 1577, navire amiral de Sir Francis Drake dans la bataille contre l'Armada espagnole en 1588. Capturé par une flotte espagnole au large de Flores aux Açores en 1591, il a coulé durant son trajet vers l'Espagne.
- São Martinho, galion portugais, navire amiral de duc de Medina Sidonia, commandant en chef de l'Armada espagnole.
- HMS Triumph (1562), le plus grand galion élisabéthain, navire principal de Sir Martin Frobisher dans la bataille contre l'Armada espagnole.
- San Juan Bautista (initialement appelé date Maru 伊達 丸 en japonais). Il traversa l'Océan Pacifique du Japon à la Nouvelle-Espagne en 1614. Il était de type galion espagnol, connu au Japon comme Nanban Sen (南蛮 船).
- Nuestra Señora de la Concepción, galion espagnol, connu sous le surnom Cacafuego. Il a été capturé avec sa cargaison par Sir Francis Drake en 1578.
- Padre Eterno, galion portugais lancé en 1663. Il a été considéré comme le plus grand navire de son temps, transportant 144 pièces d'artillerie et capable de transporter jusqu'à 2 000 tonnes de marchandises.

## Galerie photos
|  |  |  |
|  |  |  |
|  |  |  |